# Wolfram Adolphi
Wolfram Adolphi (Leuna, 1951. január 6. –) német politikus és újságíró.

## Publikációi
- Adolphi, Wolfram: Mao. Eine Chronik, Berlin 2009, ISBN 978-3-355-01763-3.
- Adolphi, Wolfram: Chinatraum, Berlin 2007, ISBN 3-86557-132-8.
- Adolphi, Wolfram: Chinafieber, Roman, Berlin 2004, ISBN 3-86557-012-7.
- Mechthild Leutner (Hg.), Wolfram Adolphi, Peter Merker (Bearb.): Deutschland und China 1937-1949. Politik – Militär – Wirtschaft – Kultur. Eine Quellensammlung. Akademie Verlag, Berlin 1998, ISBN 3-05-002986-2.
- Adolphi, Wolfram/Schütrumpf, Jörn (Hg.): Ernst Thälmann: An Stalin - Briefe aus dem Zuchthaus 1939 bis 1941, Berlin 1996, ISBN 3-320-01927-9.
- Achim Sperling, Roland Felber, Wolfram Adolphi: Die Volksrepublik China 1979–1989. Eine kommentierte Chronik. Dietz, Berlin 1990, ISBN 3-320-01504-4.
- Wolfram Adolphi: Die Chinapolitik des faschistischen Deutschland 1937–1945. Habilitation, Humboldt-Universität zu Berlin, 1989.
- Wolfram Adolphi, Joachim Adolphi: High-Tech im Land der Samurai. Erlebnisse im Umfeld eines „Wirtschaftswunders“. Neues Leben, 1988, ISBN 3-355-00598-3.
- Wolfram Adolphi u.a.: China-Westeuropa. Blickpunkt Weltpolitik. Staatsverlag der Deutschen Demokratischen Republik, 1981.
- Wolfram Adolphi: Zur Wirkung des Verhältnisses zwischen der Volksrepublik China und den Vereinigten Staaten von Amerika in Südostasien (1969–1979): Dissertation, Humboldt-Universität zu Berlin, 1980.